# Amber Ruffin
Amber Mildred Ruffin (født 9. januar 1979) er en amerikansk komiker og manuskriptforfatter. Hun har været forfatter på Late Night with Seth Meyers siden 2014, hvilket gjorde hendes til den første sorte kvindelige manuskriptforfatter på et late-night network talk show i USA.

## Tidlige liv og karriere
Ruffin blev født i Omaha, Nebraska, hvor hun gik på Omaha Benson High School Magnet.

## Privatliv
Ruffin blev gift med Jan Schiltmeijer fra Holland i 2010. Parret mødtes, mens Ruffin arbejdede med Boom Chicago i Amsterdam.